# Acomys kempi
Acomys kempi és una espècie de mamífer rosegador de la família dels múrids. Viu a altituds de fins a 700 msnm a Etiòpia, Kenya, Somàlia i Tanzània. Es tracta d'un animal insectívor. El seu hàbitat natural són les zones rocoses de les sabanes seques. És una espècie en risc mínim, és a dir, no sembla que hi hagi cap amenaça significativa per a la seva supervivència.
L'espècie fou anomenada en honor del comptable i naturalista Robin Kemp.